# Kristian Rand
Kristian Rand, auch Kristjan Rand (* 12. Juni 1987 in Tallinn, Estnische SSR, Sowjetunion) ist ein estnischer Eistänzer. Er startet zusammen mit seiner Partnerin Caitlin Mallory für den FSC Jääkild Tallinn. 2007 gewann er mit seiner damaligen Partnerin Grethe Grünberg die Silbermedaille bei den Juniorenweltmeisterschaften. Rands jüngerer Bruder Taavi ist ebenfalls Eistänzer und wurde 2007 und 2008 mit seiner Partnerin Irina Štork estnischer Meister bei den Junioren.

## Sportliche Erfolge
Mit Grethe Grünberg belegte Rand 2001 und 2002 den fünften Platz bei den estnischen Meisterschaften. 2003 und 2004 konnten sie die Silbermedaille auf nationaler Ebene ertanzen. Seit 2003 starteten sie bei internationalen Junioren-Wettkämpfen. Bei ihrem ersten Auftritt bei Juniorenweltmeisterschaften belegten sie 2004 den 18. Platz. 2005 gewann das Paar zum ersten Mal die nationalen Meisterschaften im Eistanz. 2006 und 2007 konnten sie den Erfolg wiederholen. Ihren ersten Podestplatz bei einem internationalen Wettkampf erreichten Grünberg und Rand beim Junioren Grand Prix in ihrer Heimatstadt Tallinn. Dort belegten sie den dritten Rang. Ihre größten Erfolge konnten sie 2007 erreichen. Grünberg und Rand siegten beim Junioren Grand Prix in Oslo und gewannen bei den Juniorenweltmeisterschaften in Oberstdorf die Silbermedaille hinter dem russischen Paar Bobrowa und Solowjow. Durch den Gewinn der Silbermedaille sind Grünberg und Rand die ersten estnischen Eiskunstläufer, die bei internationalen Meisterschaften eine Medaille erkämpfen konnten. Bei den Weltmeisterschaften der Senioren belegten sie den 19. Platz und bei den Europameisterschaften den 15. Platz.
Nachdem Grünberg/Rand schon während der Saison 2007/08 aufgrund einer Fußverletzung von Grünberg an keinem Wettkampf teilnehmen konnten, beendete Grünberg 2008 verletzungsbedingt ihre Karriere. Rand fand in der US-amerikanischen Eistänzerin Caitlin Mallory eine neue Partnerin, mit der er seit der Saison 2008/09 an internationalen Wettbewerben teilnimmt. Das Paar, das für Estland an den Start geht, belegte bei der Eiskunstlauf-Europameisterschaft 2009 in Helsinki den 14. Platz und bei der Eiskunstlauf-Weltmeisterschaft 2009 den 20. Platz. Bei der Eiskunstlauf-Europameisterschaft 2010 im heimischen Tallinn konnten sie ihr Resultat aus dem Vorjahr verbessern und belegten den 13. Platz. Da Mallory nicht die estnische Staatsbürgerschaft besaß, konnte  das Paar nicht an den Olympischen Winterspielen 2010 in Vancouver teilnehmen.

## Sonstiges
Rand wird unter anderem von seiner Mutter Lea Rand trainiert.